# Oxira uclueleti
Oxira uclueleti är en fjärilsart som beskrevs av Barnes och Benjamin 1929. Oxira uclueleti ingår i släktet Oxira och familjen nattflyn. Inga underarter finns listade i Catalogue of Life.